# Cmentarz żydowski w Kłodzku

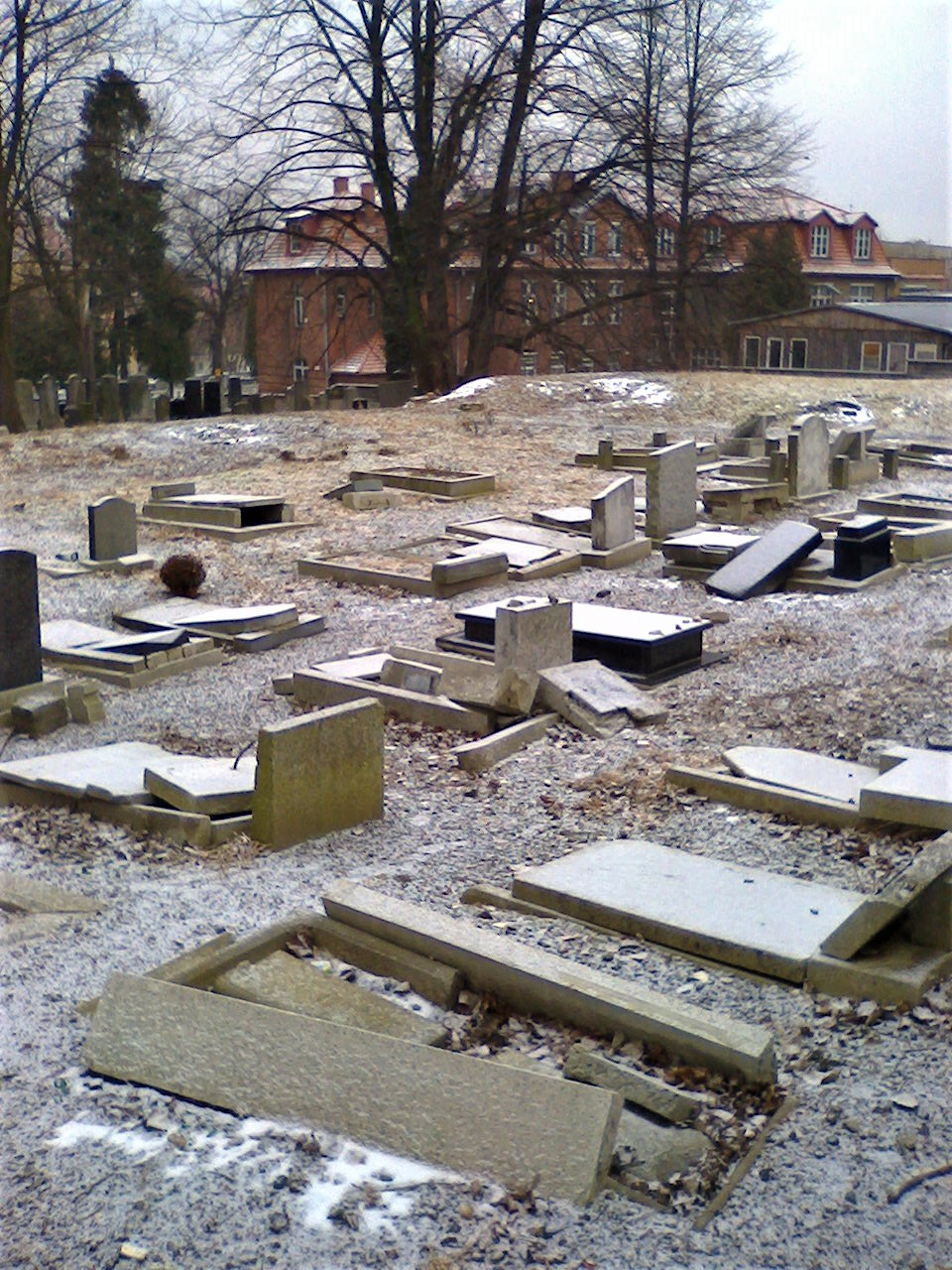
Cmentarz żydowski w Kłodzku

Cmentarz żydowski w Kłodzku – powstały w 1825 w Kłodzku cmentarz żydowski.

## Historia cmentarza

### Okres niemiecki
Kirkut jest położony przy ul. Bohaterów Getta 18. Powstał w 1825. Wtedy to przedstawiciele kłodzkiej gminy synagogalnej zakupili teren pod nekropolię za 100 niemieckich talarów. Teren cmentarza był dwukrotnie powiększany – w 1888 i 1927, osiągając powierzchnię 0,2759 ha. Pierwszy pochówek odbył się przy ówczesnej Gartenstrasse dopiero w 1833, a najstarszy zachowany nagrobek pochodzi z 1845.
Na kirkucie spoczywają przedstawiciele kłodzkiej elity przełomu XIX i XX w. – właściciele domów handlowych (Działoszyńscy, Glücksmannowie), browarów (Ascherowie, Zimmermannowie, Kirchbergerowie), gorzelni (Jacobowie, Schottowie) i przedsiębiorcy (Schweizerowie, Briegerowie, Lesserowie, Rachwalscy). Na uwagę zasługują symboliczne nagrobki dwóch bohaterów I wojny światowej – młodego lekarza Salo Działoszyńskiego, odznaczonego najważniejszym niemieckim odznaczeniem wojskowym – Krzyżem Żelaznym, i zaledwie 19-letniego Harry’ego Schutza, który poległ we Flandrii walcząc w szeregach 38 Kłodzkiego Regimentu Fizylierów im. feldmarszałka Helmutha von Moltkego. Poza tym uwagę przykuwają grobowce rodzin Bergerów i Briegerów, a także Samuela Caro. Tu znajduje się także zbiorowa mogiła 32 Żydów, zamordowanych w Kłodzku pod koniec II wojny światowej.

### Okres polski
Po 1945 na cmentarzu prowadzone były pochówki polskich Żydów, którzy przyjechali do Kłodzka z różnych części przedwojennej Polski – z małych żydowskich miasteczek na Kresach Wschodnich, ale także z Warszawy, Łodzi, Lwowa, Stanisławowa i Wilna. W 1946 na znajdującej się cmentarzu mogile 32 Żydów, zamordowanych przez Niemców w maju 1945, umieszczono tablicę upamiętniającą zabitych. Od początku lat 70. XX wieku Żydzi mieszkający w Kłodzku zaczęli chować swoich zmarłych na cmentarzach w Wałbrzychu i we Wrocławiu, zaś inni na cmentarzach komunalnych, stąd też kłodzki cmentarz żydowski w 1974 został oficjalnie zamknięty jako miejsce pochówków.

## Czasy obecne
Od zamknięcia cmentarza w 1974 zaczął on popadać w ruinę. Dzięki staraniom Gminy Wyznaniowej Żydowskiej we Wrocławiu udało się w 2005 dokonać renowacji nekropolii. W 2000 r. cmentarz przeszedł na własność Gminy, a jego obecnym właścicielem jest Związek Gmin Wyznaniowych Żydowskich w RP. Swój obecny kształt nekropolia zawdzięcza działaniom kilku osób prywatnych i instytucji, które przyczyniły się do ocalenia obiektu przed całkowitym zniszczeniem. Od 2005 na cmentarzu pracowali polscy, niemieccy i czescy wolontariusze ze stowarzyszenia „Antyschematy” i Fundacji Krzyżowa, uczestniczący w projekcie „Wolontariusze w służbie zabytkom”.
Zarządzeniem wojewódzkiego konserwatora zabytków z 22 marca 2006 cmentarz został wpisany do rejestru zabytków.

## Symbolika nagrobków
Na cmentarzu widoczna jest różnorodność form nagrobnych – od tradycyjnych macew, czyli płaskich nagrobków ustawionych pionowo w szczycie grobu, po zaczerpnięte ze sztuki chrześcijańskiej obeliski, sarkofagi i kolumny. Nagrobki – zgodnie z tradycją żydowską – skierowane są na wschód, w stronę Jerozolimy. Na części z nich występuje symbolika nagrobna w postaci dłoni w geście kapłańskim, dzbanów czy złamanych drzew i kolumn. Błogosławiące ręce – dłonie złączone kciukami i palcami wskazującymi – znajdowały się na grobach zmarłych mężczyzn z rodu kapłanów (kohenów), dzban umieszczany był na nagrobkach lewitów (czyli Żydów z pokolenia Lewiego). Złamane drzewo to uniwersalny, świecki symbol śmierci, natomiast złamana kolumna miała symbolizować przerwanie życia.